# Aegialia conferta
Aegialia conferta är en skalbaggsart som beskrevs av Horn 1871. Aegialia conferta ingår i släktet Aegialia och familjen Aegialiidae. Utöver nominatformen finns också underarten A. c. nigrella.